# Astrantia carniolica
Astrantia carniolica är en växtart i släktet stjärnflockor och familjen flockblommiga växter. Den beskrevs av Franz Xaver von Wulfen 1778.
Arten förekommer i de sydöstra Alperna.